# Sommer-Paralympics 2008/Teilnehmer (Ukraine)
| stlisierte Goldmedaille | stlisierte Silbermedaille | stlisierte Bronzemedaille |
| ----------------------- | ------------------------- | ------------------------- |
| 24                      | 18                        | 32                        |

Die Ukraine nahm mit 126 Sportlern an den Sommer-Paralympics 2008 im chinesischen Peking teil.
Fahnenträger bei der Eröffnungsfeier war der Rollstuhlfechter Andrii Komar. Erfolgreichster Teilnehmer der Mannschaft war der Schwimmer Maksym Weraksa mit vier Gold- und einer Bronzemedaille. Insgesamt gewann die Ukraine 24 Goldmedaillen, was den vierten Platz in der Nationenwertung bedeutet. Mit der Gesamtzahl von 74 errungenen Medaillen erreichten sie den fünften Platz.

## Medaillenspiegel
| Medaillenspiegel Südafrika |                            |                              |                           |                           |        |
| Platz                      | Sportart                   | Goldmedaille – Olympiasieger | Silbermedaille – 2. Platz | Bronzemedaille – 3. Platz | Gesamt |
| 1                          | Schwimmen                  | 13                           | 10                        | 20                        | 43     |
| 2                          | Leichtathletik             | 9                            | 7                         | 8                         | 24     |
| 3                          | Fußball                    | 1                            | -                         | -                         | 1      |
| 3                          | Powerlifting (Bankdrücken) | 1                            | -                         | -                         | 1      |
| 5                          | Rudern                     | -                            | 1                         | -                         | 1      |
| 6                          | Judo                       | -                            | -                         | 2                         | 2      |
| 6                          | Rollstuhlfechten           | -                            | -                         | 2                         | 2      |
| Total                      | Total                      | 24                           | 18                        | 32                        | 74     |

## Teilnehmer nach Sportarten

### Bogenschießen
Frauen
- Roksolana Dz'oba
- Larysa Michnjewa
- Bohdana Nikitenko
- Iryna Wolynez

Männer
- Serhij Atamanenko
- Taras Tschopyk
- Jurij Kopij
- Pavlo Nasar

### Fußball (7er Teams)
| Männer (Gold ) |
| --- |
| - Wolodymyr Antonjuk - Oleksandr Dewlysch - Taras Dutko - Ihor Kosenko - Mykola Michowytsch - Denys Ponomarjow - Anatolij Schewtschyk - Iwan Schkwarlo - Kostjantyn Symaschko - Witalij Truschew - Andrij Zukanow - Serhij Wakulenko |

### Judo
Frauen
- Julija Halinska

Männer
- Serhij Karpenjuk
- Mykola Lywyzkyj, 1×  (Klasse bis 100 kg)
- Oleksandr Pominow
- Anatolij Schewtschenko
- Serhij Sydorenko, 1×  (Klasse bis 73 kg)
- Ihor Sassjadkowytsch

### Leichtathletik
Frauen
- Oxana Boturtschuk, 1×  (100 Meter, Klasse T12), 2×  (200 + 400 Meter, Klasse T12)
- Maryna Tschyschko
- Inna Stryschak, 2×  (100 + 200 Meter, Klasse F38)
- Switlana Horbenko, 1×  (Weitsprung, Klasse F13)
- Julija Pawlenko
- Wiktorija Krawtschenko, 2×  (100 + 200 Meter, Klasse T37)
- Oksana Kretschunjak
- Alla Maltschyk, 1×  (Kugelstoßen, Klasse F35/36), 1×  (Diskuswerfen, Klasse F35/36)
- Tetjana Rudkiwska
- Tetjana Smyrnowa
- Tatjana Jakibtschuk, 1×  (Diskuswerfen, Klasse F32-34/51-53)
- Wiktorija Jassewytsch
- Oksana Subkowska, 1×  (Weitsprung, Klasse F12)

Männer
- Oleksandr Jassynowyj, 1×  (Diskuswerfen, Klasse F11/12)
- Oleksandr Ivanjuchin, 1×  (400 Meter, Klasse T11)
- Ruslan Katyschew
- Serhij Krawtschenko
- Iwan Kyzenko, 1×  (Dreisprung, Klasse F12)
- Oleh Leschtschyschyn
- Wasyl Lischtschynskyj, 1×  (Diskuswerfen, Klasse F11/12), 1×  (Kugelstoßen, Klasse F11/12)
- Andrij Onufrijenko, 1×  (400 Meter, Klasse T38)
- Roman Pawlyk, 2×  (100 + 400 Meter, Klasse T36), 1×  (200 Meter, Klasse T36)
- Wolodymyr Piddubnyj
- Serhij Sakowskyj
- Mykyta Senyk, 2×  (100 + 200 Meter, Klasse T38)
- Serhij Slynko
- Maksym Soljankin
- Ruslan Trunow
- Mykola Schabnjak, 1×  (Diskuswerfen, Klasse F37/38)

### Powerlifting (Bankdrücken)
Frauen
- Tetjana Frolowa
- Switlana Hedjan
- Ljudmila Osmanowa
- Tetjana Schyrokolawa
- Lidija Solowjowa, 1×  (Klasse bis 40 kg)
- Rajisa Toporkowa
- Olena Wojtko

Männer
- Andrij Hurnakow

### Rollstuhlfechten
Frauen
- Alla Horlina
- Iryna Lukjanenko

Männer
- Mychajlo Baschukow
- Anton Dazko
- Mykola Dawydenko
- Andrij Komar
- Serhij Schenkewytsch, 2×  (Degen Einzel, Säbel Einzel; Kategorie B)

### Rudern
Frauen
- Switlana Kuprijanowa
- Iryna Kyrytschenko

Männer
- Serhij Deresa
- Aleksandr Petrenko, 1×  (Einer, Klasse A)

### Schießen
Frauen
- Tetjana Podsjuban

Männer
- Mykola Owtscharenko
- Jurij Samoschkin
- Jurij Stojew

### Schwimmen
Frauen
- Olena Akopjan, 3×  (50 + 200 Meter Freistil, Klasse S5; 50 Meter Schmetterling, Klasse S6)
- Iryna Balaschowa, 1×  (50 Meter Freistil, Klasse S13)
- Kateryna Dem'janenko
- Hanna Jelisawetska, 1×  (50 Meter Rücken, Klasse S2)
- Jaryna Matlo, 1×  (100 Meter Brust, Klasse SB12)
- Natalija Semenowa
- Iryna Sozka, 1×  (50 Meter Rücken, Klasse S2)
- Julija Wolkowa, 1×  (100 Meter Schmetterling, Klasse S12)

Männer
- Dmytro Aleksjejew, 2×  (100 Meter Brust, Klasse SB13; 200 Meter Lagen, Klasse SM13)
- Jurij Andrjuschin
- Danylo Tschufarow, 1×  (400 Meter Freistil, Klasse S13), 1×  (100 Meter Freistil, Klasse S13)
- Serhij Demtschuk
- Oleksij Fedyna, 3×  (50 Meter Freistil, Klasse S13; 100 Meter Brust, Klasse SB13; 200 Meter Lagen, Klasse SM13), 2×  (100 Meter Freistil, 100 Meter Rücken; Klasse S13)
- Denys Hranjuk
- Maksym Isajew
- Andrej Kalina *, 1×  (100 Meter Brust, Klasse SB 8), 1×  (200 Meter Lagen, Klasse SM9)
- Serhij Klippert, 2×  (100 Meter Freistil, 100 Meter Rücken; Klasse S12), 4×  (100 Meter Brust, Klasse SB12; 200 Meter Lagen, Klasse SM12; 50 + 400 Meter Freistil, Klasse S12)
- Dmitrij Kryschanowskij, 1×  (50 Meter Freistil, Klasse S5), 1×  (100 Meter Freistil, Klasse S5)
- Oleksandr Maschtschenko, 1×  (100 Meter Brust, Klasse SB11), 1×  (100 Meter Schmetterling, Klasse S11)
- Oleksandr Myroschnytschenko
- Jewhen Poltawskyj *
- Jaroslaw Semenenko
- Andrij Sirowattschenko *
- Wiktor Smyrnow, 3×  (100 Meter Brust, Klasse SB11; 100 Meter Rücken, 100 Meter Schmetterling; Klasse S11)
- Anton Stabrowskyj, 1×  (100 Meter Schmetterling, Klasse S12)
- Oleg Tkaljenko
- Maksym Weraksa, 4×  (50 + 100 Meter Freistil, Klasse S12; 100 Meter Brust, Klasse SB12; 200 Meter Lagen, Klasse SM12), 1×  (100 Meter Rücken, Klasse S12)
- Dmytro Wynohradez, 2×  (50 + 200 Meter Freistil, Klasse S3), 1×  (100 Meter Freistil, Klasse S3), 1×  (50 Meter Rücken, Klasse S3)
- Taras Jastremskyj *
- Maksym Sawodnyj
- Denys Schumela

|* Staffelwettbewerbe
| Männer 4×100 Meter Lagen Klasse 34 Punkte (Bronze )                              |
| -------------------------------------------------------------------------------- |
| - Andrej Kalina - Jewhen Poltawskyj - Andrij Sirowattschenko - Taras Jastremskyj |

### Sitzvolleyball
| Frauen |
| --- |
| - Anschelika Tschurkina - Oleksandra Hranowska - Larysa Klotschkowa - Halyna Kusnjezowa - Ljubow Lomakina - Alla Lysenko - Inna Osetynska - Marharyta Prywalychina - Ilona Judina |

### Tischtennis
Frauen
- Antonina Chodzynska
- Julija Klymenko
- Wiktorija Safonowa

Männer
- Wadym Kubow
- Mychajlo Popow
- Jurij Schtschepanskyj